# ヘンリー・J・ハント
ヘンリー・ジャクソン・ハント（英: Henry Jackson Hunt、1819年9月14日-1889年2月11日）は、南北戦争の時のポトマック軍砲兵隊長である。同時代の者達からは南北戦争最大の砲兵家かつ戦略家と考えられ、砲科の権威となって初期近代軍における砲兵隊の組織と利用法についてマニュアルを書き直した。その勇気と戦術によって南北戦争の中でも最も重要な幾つかの戦闘の結果が動いた。

## 初期の経歴
ハントはミシガン州デトロイトの辺境前哨基地で、歩兵の職業士官サミュエル・ウェリントン・ハントの息子として生まれた。その名前は叔父でデトロイトの2代目市長だったのヘンリー・ジャクソン・ハントから貰った。子供時代の1827年、父に伴われて後のカンザス準州まで遠征し、レブンワース砦を建設した。ハントは1839年に陸軍士官学校を卒業し、第2アメリカ砲兵隊名誉少尉に任官された。ウィンフィールド・スコット将軍の下で米墨戦争に従軍し、コントレラスやチュルブスコの戦いでの勇敢さで大尉に名誉昇進し、チャプルテペクの戦いでは少佐に名誉昇進した。1857年のモルモン教徒に対するユタ戦争では第2アメリカ砲兵隊と共に参戦した。正規軍の大尉と少佐への恒久的昇進はそれぞれ1852年と1861年のことだった。

## 砲兵の原理
ハントの専門分野における習熟度は偉大であった。1856年、軍隊のために野戦砲兵教練と戦術を改訂する3人委員会の一人となった。この3人（ハント、ウィリアム・H・フレンチおよびウィリアム・F・バーリー）が書いたマニュアル「野戦砲兵のための説明書」は1861年に陸軍省が出版し、戦争中北軍野戦砲手たちの「バイブル」になった。歩兵旅団が砲兵大隊を持って密接に支援させる組織原理の主要な提唱者だったが、このことで以前は師団や軍団に付けられていた砲兵大隊をより戦略的統制のために軍隊レベルに砲兵予備隊として付けられるようになった。
ハントはまたその保守的気質を反映した砲兵演習の提唱者でもあった。砲兵の集中した力で歩兵による襲撃を跳ね返せる（マルバーンヒルの戦いやゲティスバーグの戦いにおけるピケットの突撃に対したように）ことは認めたが、砲手たちには緩り慎重に発砲することを勧め、平均して1分間に1発以上を放った場合は譴責した。発砲の間隔を速くすれば目標に対する精度を損ない、弾薬を補給できるよりも速く消費してしまうと考えた。発砲速度の速い砲手に「若者よ、お前が打ち出す砲弾が1発2.67ドル掛かることを知っているか？」と言ったという話が残っている。ハントにとって、発砲速度が速いということは砲手達が十分に勇敢ではなく戦場にいることに耐えられないので、補給のために前線背後に退きたがっているのだということを意味していた。

## 南北戦争
ハントは1861年の第一次ブルランの戦いで、その4門の大隊が至近距離の砲撃戦を行うことにより北軍の撤退を遮蔽したことである程度の名声を得た。その後間もなくワシントンD.C.を防衛する北東バージニア方面軍の砲兵隊長になった。
ジョージ・マクレラン少将の参謀大佐としてハントは、ポトマック軍予備砲兵隊の編成と訓練を行い、これを率いて半島方面作戦で戦った。南北戦争を通じて、ハントは砲兵という武器を使うことではどの士官よりも効果的に貢献した。マルバーンヒルの戦いではその砲兵予備隊で340門の大砲を使って繰り返される南軍歩兵の襲撃を撃退し、北軍の歩兵ではほとんどできなかった身震いするような効果を挙げた。ハントは60門の大砲を自ら指揮し、それが一つの大隊（北軍では通常1個大隊は6門）であるかのように働かせた。
サウス山の戦いの翌日である1862年9月15日、ハントは志願兵の准将に昇進し、マクレランは迫り来るアンティータムの戦いのためにハントをポトマック軍砲兵隊長に据えた。この戦いでハントは砲兵予備隊を使って大きな効果を挙げた。12月のフレデリックスバーグの戦いでは、スタフォード高地に据えたその大砲が、ロバート・E・リー将軍がラッパハノック川を越えて北軍に反撃できる可能性を効果的に排除した。
1863年5月のチャンセラーズヴィルの戦いに至るとき、ポトマック軍の指揮官になったジョセフ・フッカー少将の覚えが悪くなり、砲兵予備隊の直接指揮から外れ、実質的に管理的参謀の役割になってしまった。この冷遇から生じた砲兵隊における協調性の無さが、ぞっとするような北軍敗北の重要な要素になったと認識されている。フッカーは戦闘の3日後にハントを元に地位に戻したが、結果を出すには遅すぎた。

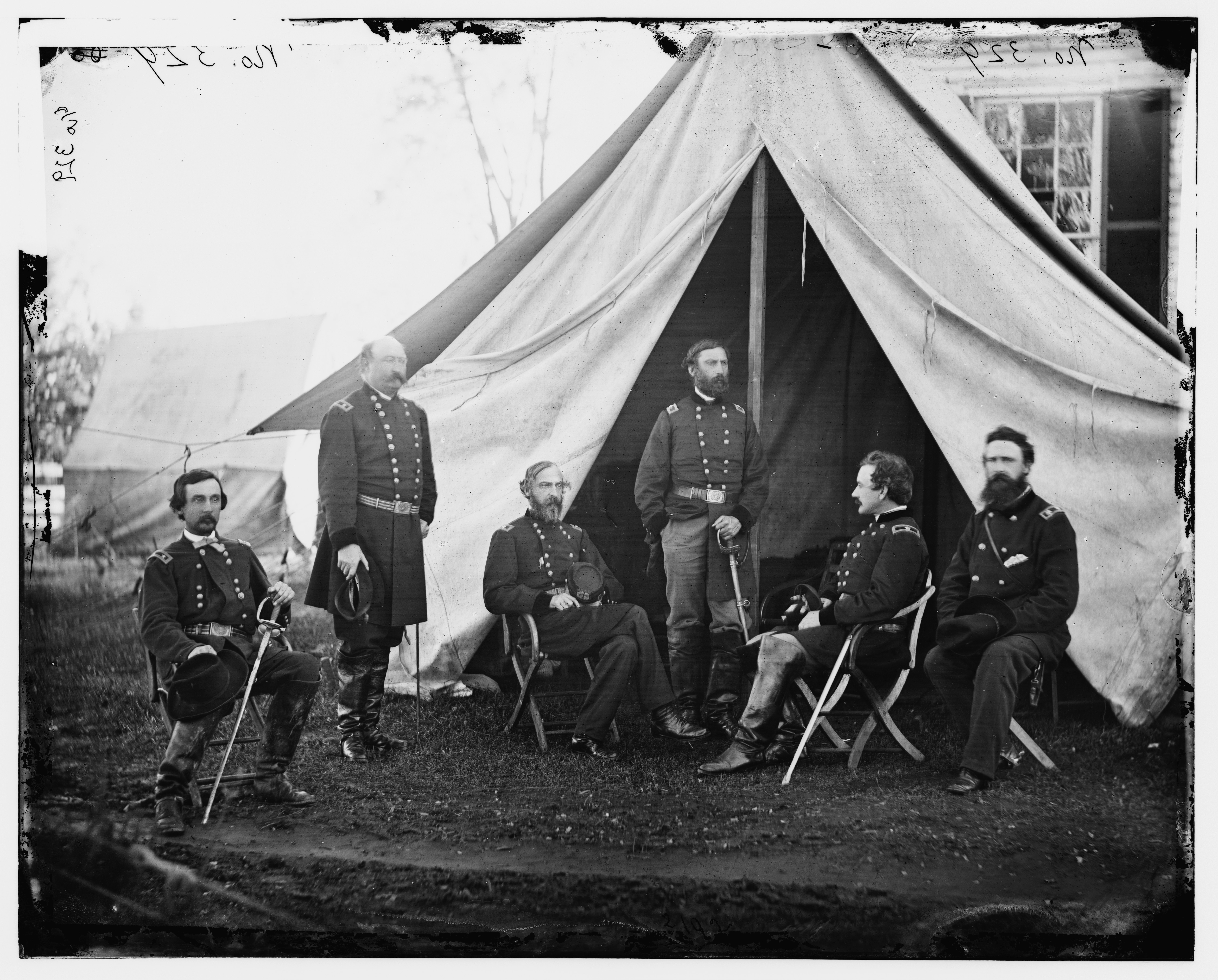
ポトマック軍の指揮官達、中央立っているのがハント、中央座っているのがジョージ・ミード、1863年9月

ハントの南北戦争における最も有名な功績は1863年7月のゲティスバーグの戦いでのことだった。ポトマック軍の新しい指揮官ジョージ・ミードはハントのことを非常に高く買っており、砲兵隊の指揮で大きな裁量の余地を与えただけでなく、場合によってはその個人的な代理として用いた。例えば7月2日、ミードはハントを第3軍団指揮官ダニエル・シックルズの元に送り、その防御線を命令に従うようにさせようとした（シックルズが防御を命じられていたセメタリーリッジからピーチオーチャードへの命令を無視した動きが北軍全軍の防御をかなり難しくしていた）。ハントは短気な政治家将軍に影響することができなかったが、その尾根における地形の専門家的な読みと砲兵隊の配置は、2日目の北軍の最終的な成功には重要な要素となった。ハントの砲兵隊の扱いは7月3日のピケットの突撃を撃退したときに異彩を放つことになった。集中砲火を浴びたセメタリーリッジの北軍前線にあって、反撃砲火のために弾薬を使い果していたであろう指揮官の圧力に抵抗することができ、やがて来ると分かっていた敵の攻撃に十分な量の対人砲火を残しておいた。ハントの砲撃を止めさせる命令（第2軍団の激しい指揮官ウィンフィールド・スコット・ハンコックからの強い命令に反して）が南軍に北軍の砲兵隊が破壊されたと思い込ませ、その悲惨な突撃の引き金を引かせることになった。ハントはリトルラウンドトップの北にフリーマン・マックギルバリー中佐の砲兵隊を密かに配置しており、これが歩兵による突撃に大きな損失を負わせた。ハントはこの功績で正規軍の大佐に名誉昇進した。ハントはゲティスバーグにおける砲兵の役割について詳細な報告書を残した。
南北戦争の残り期間はハントにとって活躍の機会が無かった、終戦までバージニア州で従軍し、1864年から1865年に掛けてピーターズバーグ包囲戦の包囲作戦を管理した。ハントは志願兵の名誉少将と正規軍の名誉准将への昇進を得た。

## 戦後
1866年にアメリカ陸軍が再編された時、ハントは第5アメリカ砲兵隊の大佐となり、砲兵局の恒久的局長になった。1883年まで様々な指揮官職を受け持ち、その後ワシントンD.C.にある軍人の家統治者となった。ハントは1889年に死に、軍人の家国立墓地に埋葬されている。
ハントは「野戦砲兵のための説明書」以外にゲティスバーグに関する「戦闘と指揮官」シリーズを著した。ハントの弟ルイス・カス・ハント（1824年-1886年）は南北戦争の間歩兵隊で従軍し、1862年に志願兵の准将となり、1865年に正規軍の名誉准将となった。

## 大衆文化の中で
ハントは、ニュート・ギングリッチとウィリアム・フォースチェン共著のもう一つの歴史小説『ゲティスバーグ』で傑出した存在として描かれている。